# Рудерсберг
Рудерсберг (нем. Rudersberg) — община в Германии, в земле Баден-Вюртемберг. 
Подчиняется административному округу Штутгарт. Входит в состав района Ремс-Мур.  Население составляет 11 427 человек (на 31 декабря 2010 года). Занимает площадь 39,37 км².